# Работник (пароход, 1865)
«Работник» — портовый колёсный пароход Балтийского флота Российского Императорского флота. С парохода производили гидрографические работы и, в 1867 году, практическое плавание с гардемаринами и кондукторами.

## Конструкция
Колёсный деревянный пароход водоизмещением 281 тонну. Длина парохода составляла 54,6 метра, ширина — 6,85 метра, осадка — 1,6 метра. На пароходе была установлена паровая машина мощностью 140 номинальных л. с. Скорость судна достигала 10 узлов. Вооружение парохода в 1870—1880-х годах составляли две 9-фунтовых пушки образца 1867 года.

## Строительство
Пароход был заложен на Боткинском заводе 20 октября 1860 года и после спуска на воду 24 сентября 1865 года, был включён в состав Балтийского флота России.

## Служба
В октябре 1867 года пароход «Работник» и фрегат «Дмитрий Донской» в составе отряда учебных кораблей в Атлантическом океане капитан-лейтенанта Я. М. Дрешера вышли в практическое плавание с гардемаринами и кондукторами.
1 января 1890 года на должность командира назначен капитан-лейтенант Н. Д. Дабич, но спустя некоторое время он был переведён на должность командира канонерской лодкой «Буря».
В кампанию 1891 года командир парохода лейтенант В. Ф. Руднев был награждён орденом Святого Станислава II степени.
Пароход «Работник» выведен из состава Балтийского флота 1 (13) февраля 1892 года и передан в ведомство порта как рабочее судно.

## Командиры парохода
Командирами парохода «Работник» в составе Российского императорского флота в разное время служили:
- капитан-лейтенант Н. Д. Дабич (с 1 (13) января 1890 года);
- лейтенант В. Ф. Руднев (1891 год)[4].